# Castlepoint
Castlepoint – miasteczko w Nowej Zelandii, na Wyspie Północnej, w regionie Wellington.